# José María Casado Raigón
José María Casado Raigón (Baena, 1945) es un economista español y profesor universitario. Catedrático de Economía Aplicada y catedrático Jean Monnet de la Unión Europea, dirige el Centro de Documentación y Estudios Europeos de la Universidad de Córdoba.

## Desarrollo
José María Casado dejó pronto la ciudad de Baena para estudiar el bachillerato en Córdoba y la carrera de Económicas en Madrid (Universidad Complutense) donde se Doctoró en Ciencias Económicas y Empresariales (1975) especializándose en Estudios Europeos. En los años sesenta volvió a Córdoba para trabajar en el Polo de Desarrollo como economista del Estado.

Ha sido Presidente de la Caja Provincial de Ahorros de Córdoba (1983-88) y de la Compañía de Seguros de Córdoba, y también ha ocupado el cargo de Viceconsejero de Planificación y Coordinación con la CEE (1985-87) de la Junta de Andalucía.

Desde 1987 ocupa la Cátedra de Economía Aplicada de la Universidad de Córdoba y la Cátedra Jean Monnet de Economía de la Unión Europea (Comisión de la Unión Europea, 1a promoción Cátedras Jean Monnet. Bruselas, 1990). En 1990 pasó a formar parte del grupo de Expertos Europeos en el Euro de la Comisión Europea (Groupeuro). Es decano presidente del Colegio de Economistas de Córdoba y miembro de la Comisión Permanente del Consejo de Colegios de Economistas de España. Es secretario ejecutivo del Comité de Integración Latino Europa-América (1987).

Autor de varios ensayos sobre economía, desarrollo y medio ambiente, sus obras europeas tratan el tema de la integración económica, la política de defensa de la Competencia y la Unión Económica y Monetaria. En el campo del desarrollo regional ha publicado trabajos sobre la política regional en España y en la Unión Europea, con especial atención a los Fondos Estructurales y de Cohesión.

Muy unido a la vida cultural y social de Córdoba forma parte del consejo cultural de la Fundación José Manuel Lara y del jurado de sus premios. También es jurado de los premios Manuel Alvar de Estudios Humanísticos y Antonio Domínguez Ortiz de Biografía. Es Vicepresidente de la Fundación Hispania-Europa y Presidente del Consejo Editorial de la Revista Arco de Europa (Revista de Información Comunitaria desde 1988).

En 1987 recibió la Medalla de Oro de la Universidad de Córdoba y la Medalla al mérito individual en el Ahorro otorgada por el Banco de España y el Ministerio de Economía y Hacienda.

## Obra
- La política de acción regional en España: los polos de desarrollo y especial referencia al caso de Córdoba 1977. Universidad de Sevilla. ISBN 84-7405-042-1.
- La política regional en Andalucía: datos para una evaluación de las medidas aplicadas (1978) Córdoba, Imprenta San Pablo.
- Europa y las finanzas (1990) Madrid, Fundación Universidad-Empresa. ISBN 84-7842-028-2.
- Lecturas de Economía y Medio Ambiente (1999), Madrid.
- El Euro y la Empresa (coord.) (2001) CD-ROM. Dirección General del Tesoro y Política Financiera del Ministerio de Economía y Hacienda y el Consejo General deColegios de Economistas de España.
- Estudios sobre política ambiental en España (2002), Madrid.
- Cuentas Ambientales y Actividad Económica (2004), Madrid.
- Estructura económica y renta municipal (1986) Diputación Provincial de Córdoba. ISBN 9788450529807
- Andalucía ante los cambios de la agricultura comunitaria (1986) Revista Arco de Europa.